# Absintwet
De Absintwet 1909 was een Nederlandse wet en regelde het verbod om absint te vervaardigen, te verkopen en af te leveren in Nederland. 

## Wetgevingsgeschiedenis
De Nederlandse regering heeft op 8 maart 1909 het wetsvoorstel van de Absintwet aangeboden bij de Tweede Kamer. De aanleiding voor het indienen van het wetsvoorstel was de bescherming van de volksgezondheid. Het gebruik van absintlikeur zou namelijk kunnen leiden tot hevige pijnen, verlammingen, sterk verhoogde vatbaarheid voor tuberculose en bewustzijnsstoornissen en het plegen van misdrijven, krankzinnigheid en vroegtijdige dood. De Tweede Kamer heeft naar aanleiding van het wetsvoorstel de regering verzocht de omvang van misbruik van absint inzichtelijk te maken en de definitie van absint nader te preciseren. De absinth-Commissie van den Centralen Gezondheidsraad heeft naar aanleiding van een verzoek van de minister van Binnenlandse Zaken voorgesteld dat het opnemen van de naam "absint" in het verbodsartikel voldoende was gedefinieerd. De Absintwet 1909 trad op 20 juli 1910 in werking. De Nederlandse regering heeft op 1 november 2004 een wetsvoorstel ingediend tot intrekking van de Absintwet. De wet werd ingetrokken, omdat het een handelsbelemmering opleverde en niet meer uit hoofde van bescherming van de volksgezondheid kon worden gehandhaafd. De Absintwet is op 11 mei 2005 te komen vervallen.

## Jurisprudentie
De Rechtbank Amsterdam heeft in 2004 een Amsterdamse slijter veroordeeld voor de verkoop van absint. Hierbij ging het om absint in de zin van de absintwet. De rechtbank achtte bewezen dat in strijd met artikel 1 van de absintwet is gehandeld, maar oordeelde dat hetgeen bewezen was niet strafbaar was. De strafzaak tegen de Amsterdamse slijter heeft bijgedragen tot heroverweging van de nut en noodzaak van de Absintwet